# مسلاتة
مْسَلَّاتة (بتسكين الميم وفتح السين وتشديد اللام) مدينة تقع في شمال غرب ليبيا على مسافة 130 كيلومتر تقريباً شرق طرابلس. على خط عرض: '37 °32 شمال وخط طول: '0 °14 شرق، وترتفع مدينة مسلاتة المركز(القصبات) عن مستوى سطح البحر 198 متر.

## تاريخ المدينة
وردت مسلاتة -بالمعنى الأوسع للفظ- في المصادر الرومانية باسم مسفي (Misfe) حيث تعود للقرن الثالث ميلادي وهي محطة على الطرق الرومانية بين لبدة وترهونة, وتشتهر بقلعتهاالتي بناها الأسبان. تشتهر المدينة بكثرة زوايا تحفيظ القران الكريم وأشهر وأقدم هذه الزوايا زاوية الشيخ يوسف الجعراني وزاوية الدوكالي التي أسسها الشيخ عبد الله الدوكالي بقرية زعفران والتي طلب فيها العلم بعض المشائخ المهمين مثل الشيخ أحمد الزروق والشيخ عبد السلام الأسمر الذي تتلمذ على الشيخ عبد الواحد بن محمد الدكالي. وبها أيضا زاوية الشيخ يوسف الجعراني بمنطقة الجعاريين.
كما أن مسلاتة شهدت تأسيس الجمهورية الطرابلسية التي أعلنت فيها في 16 نوفمبر سنة 1918 م بـجامع المجابرة -أكبر مساجد المدينة - وكان كل من الحاج فرحات القاضي والحاج مفتاح التريكي من الاعضاء المؤسسيين عن مسلاتة في مجلس الشورى الذي ضم ثلاثة وعشرين عضوا يمثلون أعيان أنحاء الغرب الليبي وهي تعتبر أول جمهورية تم تأسيسها في الوطن العربي.
تحتوي مدينة مسلاتة على بعض المباني التاريخية منها القلعة الإسبانية التي بناها الإسبان بقيادة (دون بيدرو نافارو) سنة 1510 م على أنقاض معبد روماني العائد للقرن الثالث ميلادي كما يوجد بها العديد من المباني التي كانت تستعمل للحراسة وتخزين الحبوب وهي تدعى الهنشير في نفس الحقبة الرومانية وبها مقر جمعية مسلاتة الأهلية لتحفيظ القرآن وعلومه، وقصر المعمورة وقصر الجديد وقصر بو حرب وقصر المسيد وقصر سم الديسو حديثا تم إنشاء منتزه المحمية البرية بمنطقة الشعافيين كمنتزه وطني.
وحدثث في المدينة معركة مسلاتة في عام 1838 م، وهي معركة جرت بين القوات العثمانية بقيادة اللواء حسن البلعزي وقوات الشيخ عبد الجليل سيف النصر شيخ قبائل أولاد سليمان وزعيم الصف القبلي في المنطقة الوسطى والجنوبية من ليبيا. أدت هذه المعركة إلى هزيمة الشيخ المذكور وانكفائه إلى الدواخل. كما جرت بها معركة الخمري والسلحيبة ضد جحافل الطليان الغزاة.

## السكان
يبلغ عدد سكان المدينة 80,000 نسمة، معظم سكان مسلاتة متمركزين في وسط المدينة وأهم القبائل فيها الزرقة والكورغلية والفواتير شعاب الخروب ويعرف حالياً بمحلة السوق التي تتوسط مركز المدينة بالإضافة إلى البواعيش والسوادنية وتقع إلى الغرب منها قبيلة الكرارتة و التي تضم قصر سم الديس و القرقاشية و بريبر والعكاريت والرفائع و النويرات (وهي من أكبر القبائل التي تقع غرب المدينة وتتفرع لعدة قبائل منها بني ليث و الصميدات والمطايبة والخزان والذيابات والسبق والقوادر والطراشنة وبعض العوائل الكبيرة الأخرى) وأولاد حامد والجعاريين و وادنه وزعفران ولواتة وبني مسلم وسين دارا والقليل والعكاريت و القرقاشية وسم الديس و زاوية السماح. أما منطقة مسلاتة الكبرى بأريافها فتضم قرابة 100,000 نسمة
حسب إحصائية عدد السكان لسنة 2011 الصادرة عن مكتب المعلومات والتوثيق بمصلحة الأحوال المدنية بمدينة مسلاتة بلغ عدد الأسر بالمدينة 15316 أسرة وعدد الأفراد 79102 فردا منهم 40529 ذكورا و 38573 إناثا.

## التقسيم الإداري
كانت مسلاتة سابقاً تابعة لشعبية المرقب أثناء الجماهيرية.وتدار إدارياً بالمجلس المحلي والمجالس التسيرية التي انشأت عقب ثورة فبراير التي تتبع الحكومة الانتقالية مباشرة.

## القرى التابع لمسلاتة
▪︎زعفران.
▪︎الجعاريين.
▪︎ودانة.
▪︎قرية مراد.
▪︎الكورغلية.
▪︎منطقة قميطة.
▪︎بني مسلم.
▪︎الغرارات.
▪︎سيندارة.
-العمامرة.
▪︎فريم.
▪︎مومن.
▪︎قرية خلفون.
▪︎الشرف.
▪︎قرية الكرارتة.
▪︎القرقاشية.
▪︎قرية العكاريت.
▪︎سيدي بن ناصر الشعافيين.
▪︎المطايبة الشعافيين
▪︎لواتة.
▪︎بني ليث.
▪︎زاوية السماح.
▪︎القليل.
▪︎زاوية سيدي عطية.
▪︎زاوية المحجوب.
▪︎الفواتير، وتضم الجراسات والدرج.

## الاقتصاد
يعتمد شهرة مدينة مسلاتة بالدرجة الأولى على زراعة أنواع عديدة من الزيتون البعلية منها: الراصلي, الفرقوطي, الرهط, القرقاشي, القرطومي, الرومي, الزنباعي, العنبي، البسري، الزرازي، الجبوجي، القداوي.
وبعض الزراعات الصغيرة (الشعير والقمح)الأخرى التي تعتمد في أغلب الأحيان على مياه الأمطار نظرا لصعوبة الوصول للمياه الجوفية(التي تصل الي عمق 400 متر) بسبب الطبيعة الجبلية للمنطقة.
كما تحتوي المنطقة على عدد من معاصر الزيتون(19). بالإضافة إلى ذلك يعتبر رعي الأغنام والماعزوتربية الدواجن من النشاطات المهمة بالمنطقة.فهي تحوي بالإضافة إلى ما سبق مصنعاً للأكياس الورقية ويعد أكبر مصنع للأكياس الاسمنتية في ليبيا الاسمنت
كما توجد في المدينة عدد من القطاعات الخدمية كمؤسسات التعليم العالي والمتوسط ومستشفى مركزي واحد وعدد من المستوصفات الصحية وشبكة للهاتف وللكهرباء وأخرى للطرق.
تعتمد شهرة مدينة مسلاتة بأن لها الريادة في حفظة القرآن الكريم وكثرة مراكز التحفيظ بالإضافة إلى وجود جمعية متخصصة في تحفيظ القرآن الكريم وهي التي تقوم بالمواسم الثقافية خلال شهر رمضان المبارك ومن المراكز المهمة لتحفيظ القرآن الكريم، ويوجد أكثر من 2500 من حفظة القرآن الكريم كاملاً ومن أهم المراكز لتحفيظ القرآن الكريم زاوية سيدي يوسف الجعراني وجامع المجابرة وجامع ابي تركية وزاوية سيدي الدوكالي التي تقوم بدور بارز في هذا المجال منذ القرن الرابع الهجري وحتى يومنا هذا. ويقصد المدينة العديد من طلبة القرآن الكريم من كل أنحاء ليبيا ودول الصحراء الأفريقية. وتعد رواية قالون عن نافع هي الرواية (القراءة) السائدة في المدينة على غرار باقي مدن الشمال الليبي.
أما الفقه فإن المذهب المالكي هو المعتمد على الرغم من أن الروايات المنقولة تذكر بأن الشيخ عبد الواحد الدوكالي كان خبيراً بالمذاهب الأربعة حاليا يوجد بالمدينة فرع لكلية الآداب يتبع جامعة المرقب وكلية التقنية الطبية والمعهد العالي للعلوم الهندسية والمعهد العالي للمهن الشاملة ومركزتدريب امسلاته التابع للشركه العامة للكهرباء وكلية العلوم الشرعية بمنارة الشيخ الدوكالي وهي كلية تابعة للجامعة الأسمرية للعلوم الإسلامية. وعلى المستوى العقدي فإن العقيدة الأشعرية هي السائدة كما هو الحال في باقي ليبيا.

## مسلاتة والمجلس الوطني الانتقالي
اعترفت مدينة مسلاتة بالمجلس الوطني الانتقالي فور إعلان تأسيسه برئاسة مصطفى عبد الجليل، ويمثل مدينة مسلاتة السيد رمضان صالح خالد.